# 예멘의 문화
예멘의 문화는 이슬람교의 영향을 받으며 오랜 역사를 지녔다. 독특한 지정학적 위치 때문에, 예멘은 이웃 국가들에게서 매우 독특한 문화를 얻었다.  역사적, 문화적으로 예멘인들은 나머지 아라비아 국가들과 중동 지역보다는 아프리카의 뿔 (소말리아, 에리트레아, 지부티, 에티오피아)와 밀접한 관계가 있었다.

## 종교

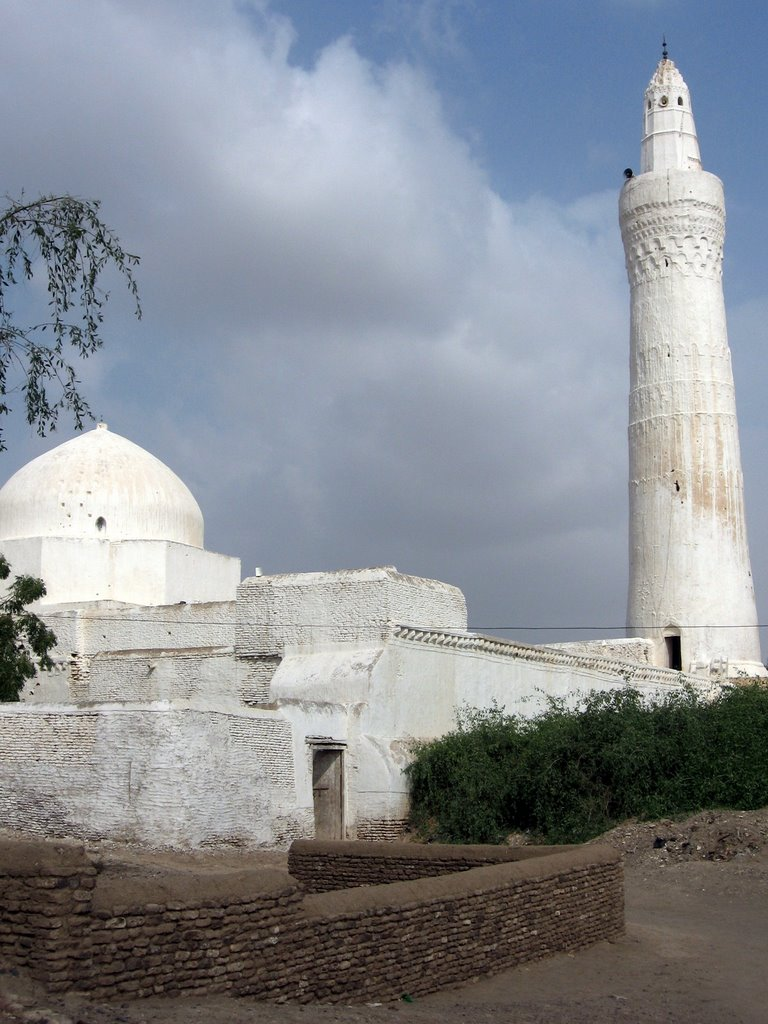
예멘 자비드의 모스크

예멘의 종교는 주로 수니파와 시아파 두 이슬람교 종파로 이뤄졌다. 무슬림 인구의 65%는 수니파이고, 30% 가량은 시아파이다. 수니파의 주 종파는 샤피이파이지만 한발파와 말리크파도 상당수가 포함되어 있다. 시아파는 소수이지만 상당한 열두 이맘파와 이스마일파들이 존재함에도 주 종파는 자이드파이다 (예멘의 시아파 참조). 수니파 계열은 대부분 남부와 남동쪽에 있다. 자디스 계열은 북쪽과 북서쪽, 자프리파와 이스마일파는 거의 사나와 마리브에 위치했다. 큰 도시들에서는 종파들이 합해져 살고 있다.
예멘 인구의 1% 가량이 안되는 자들은 비무슬림들로, 힌두교, 기독교, 유대교, 무신론자들이다. 또한 3,000명 가량의 기독교도, 400명의 유대교도, 소수의 힌두교도들이 존재한다. 예멘의 헌법과 법률로 종교의 자유를 보장하고 있으나 다소 억제한다.

## 음악
예멘의 음악은 여러 범아랍권 대중 스타들과 20세기에 이스라엘에서 음악계 유명인들이 된 예멘계 유대인들을 통해 알려졌다. 아랍 세계에서 예멘은 오랜 기간 문화적 중심지 역할을 해오고 있다.
예멘의 국가는 압달라 “알파둘” 압둘 와합 노만이 쓴 연방 공화국이다.
유네스코는 2003년 11월 7일에 al-Ghina al-San'ani이라 불리는 사나 지역의 시적인 노래 전통에 대해 인류 구전 및 무형유산 걸작으로 공표하였다.

## 미술
예멘계 유대인 은세공사들의 전통품들은 무슬림들에게 널리 칭찬받고 수집되고 있다. 예멘의 전통 건축술 전통도 널리 알려져있다.

## 연극
예멘의 연극 역사는 1900년대 초까지 최소한 한 세기는 거슬러 올라간다. 아마추어 및 전문 연극단 모두 예멘의 도심 중심지에서 공연을 하였다. 알리 아메드 바 카티르 (Ali Ahmed Ba Kathir), 무함마드 알샤라피 (Muhammad al-Sharafi), 와지 알 아달 같은 많은 예멘의 뛰어난 작가들과 시인들은 희곡 작품들을 지필했다. 모함마드 압둘 왈리, 압둘라지즈 알 마칼레 같은 예멘 작가들이 시집, 소설, 단편집들은 연극용으로 각색되었다. 셰익스피어, 피란델로, 베르톨트, 테네시 윌리엄스 등을 포함한 서구 작가들 뿐만 아니라, 사아달라 완누스, 타으피크 알 하킴 같은 아랍권 작가들 연극 작품들도 있었다. 역사적으로 남부의 항구 도시 아덴은 예멘 연극 문화의 요람이지만, 최근에는 쇠퇴하여 수도 사나는 자주 세계 연극의 날과 연계한 여러 연극 축제들을 개최했다.

## 요리

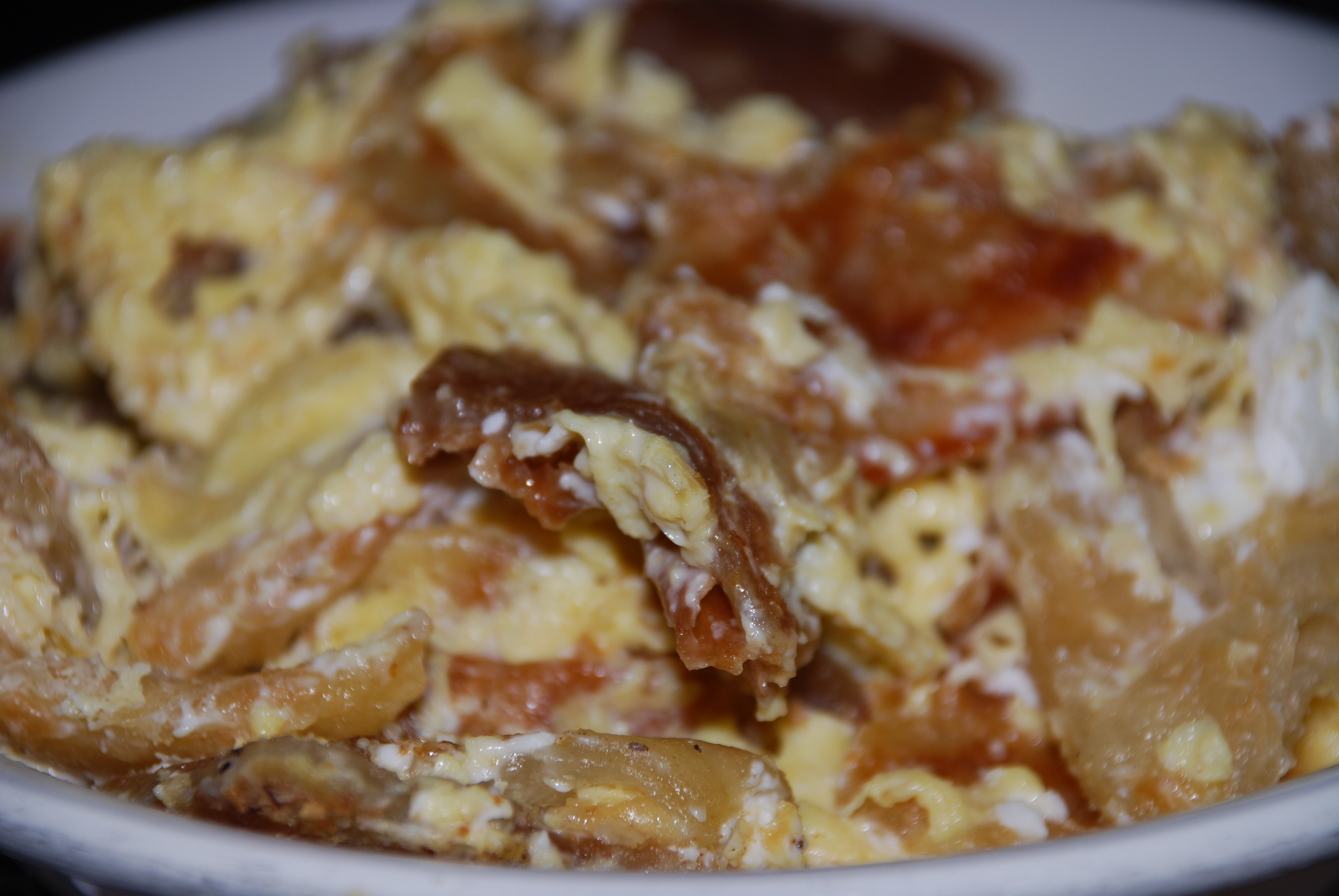
계란이 들어간 예멘의 구운 빵인 파투트

예멘의 요리는 중동 요리라고 알려진 것과는 완전히 거리가 멀고, 심지어는 지역별로 조금씩 차이가 나기도 한다. 역사적으로 예멘의 요리는 북쪽 지역 일부에서는 오스만 제국의 영향을 약간 받았고, 아덴과 그 주변 남부 지역에서는 무굴 제국풍의 인도의 영향을 아주 조금 받았지만, 이 영향은 최소한 300년간은 지속됐다.
닭고기, 염소고기, 양고기가 값이 비싼 쇠고기보다 일반적으로 더 많이 식용된다. 해안가 지역에서는 생선도 섭취한다.
치즈, 버터, 다른 유제품들은 예멘에서는 덜 대중적이다. 하지만 우락유는 일부 마을들에서는 거의 매일 즐긴다. 가장 널리 사용되는 지방은 짭짤한 요리에 쓰이는 식물성 기름과 버터기름이며, 한편, 사므나는 페이스트리류에 사용한다.
각 지역마다 고유의 변화를 해왔음에도 살타흐는 예멘의 대표 음식으로 여겨진다. 이 음식의 주 재료는 maraq라고 불리는 갈색빛의 고기 스튜, 호로파, 사하위끄 (고추, 마늘, 토마토, 허브를 갈아 섞어서 만든 살사소스)이다. 쌀과 감자, 스크램블 에그, 야채들도 살타흐에 보통 넣는다. 살타흐를 퍼먹는 용도로 제공되는 예멘식 납작빵과 같이 먹는다.
샤크슈카도 예멘에서 인기있는 음식이다. 샤크슈카는 계란, 고기, 후추, 양파, 토마토, 향신료 (보통 고추, 쿠민, 울금)으로 만든다. 퍼먹는 용도의 예멘식 납작빵, 흰빵과 같이 일반적으로 제공된다.
다른 인기 있는 음식으로 아시드, 파흐사, 타리드, 사마크 모파, 만디, 캅사, 파타흐, 샤푸트, 파투트가 있다.
샤이 할리브 (까트를 하고 난 다음 제공되는 밀크티), 홍차 (카다멈 그리고 정향 또는 박하가 들어감), 끼스르 (커피 껍질), 까와 (커피), 카르카딘 (말린 히비스커스 꽃을 우린 것), 나케 알 자비브 (차가운 건포도 음료), 디바아 (스쿼시)는 예멘의 대표적인 음료이다. 망고와 구아바 주스도 인기있다.
말루가와 라후흐는 예멘에서 가장 인기 있는 납짝빵의 종류이다. 말루가는 풀 메담메스 (라이스 앤 빈스와 유사) 같은 콩 요리와 같이 먹는다. 라후흐는 쌀 요리 뿐만 아니라 카레, 수프, 스튜등과도 같이 먹는다.
빈트 알 산은 가장 인기있는 디저트로, 꿀과 같이 먹는다.

## 까트
카흐트라고도 알려진 까트는 예멘에서 널리 재배하는 작물이며 일반적으로 씹는 용도로 사용한다. 까트에서 나오는 즙을 삼키면, 암페타민 같은 효과가 발생한다. 예멘인들은 오후에 전통 복장을 갖추고 최면 작용이 있는 까트를 씹는다. 까트를 씹는 것은 의사 결정을 촉진시키는 예멘의 비즈니스 문화 중 하나이지만, 외국인들의 참여는 기대하지 않는다.

## 스포츠
축구는 예멘에서 가장 있는 스포츠 종목이다. 예멘 축구 국가대표팀은 FIFA와 AFC 주관 대회에 참가한다. 예멘은 많은 축구 클럽들을 보유하고 있으며, 이들 팀들은 국내 대회와 국제 대회에 참가한다.
예멘의 산악들은 산악 바이킹, 암벽 등반, 트레킹, 하이킹, 스키, 산악 점핑 같은 야외 스포츠, 그리고 등산 같은 도전적인 스포츠들에 대한 기회들을 제공하고 있다. 해발 5,000m에 해당하는 사라와트 산맥과 자발 안 나비 슈아이브의 등산과 하이킹은 예멘과 국제 항공사들이 계절별로 운영한다.
예멘 해안 지역과 소코트라섬은 서핑, 보디보딩, 세일링, 수영, 스쿠버다이빙 같은 수중 스포츠 기회를 제공한다. 소코트라섬은 전세계에서 서핑을 즐기기에 가장 좋은 장소 중 한 곳이다.

## 같이 보기
- 예멘의 역사
- 예멘의 지리
- 예멘의 인구 통계
- 예멘의 장애인
- 예멘의 까트